# Geert Jan Olsder
Geert Jan Olsder (Muntendam, 1 januari 1944) is een Nederlandse wiskundige en voormalig hoogleraar aan de Technische Universiteit Delft.

## Opleiding en wetenschap
Olsder ging na de middelbare school (Winkler Prins Lyceum, Veendam) wiskunde en astronomie studeren aan de Rijksuniversiteit Groningen. Hij promoveerde daar in 1971 op een proefschrift over tijdoptimale besturingstheorie met een toepassing bij scheepsmanoeuvres (cum laude). 
Van 1971 tot 1981 was Olsder verbonden aan de Technische Hogeschool Twente. Hij deed onderzoek naar onder meer optimale besturingstheorie en de dynamische speltheorie, maar ook naar de bevolkingsopbouw van een land. 
In een ontmoeting in 1975 met de Chinese raketgeleerde Song Jian sprak Olsder over mogelijke bevolkingsgroeimodellen uitgaande van partiële differentiaalvergelijkingen. Song Jian werd mede hierdoor, en onder invloed van het rapport Grenzen aan de groei, later een van de architecten van de Chinese eenkindpolitiek.
Tussen 1981 en 1983 werkte Olsder bij Holland Signaal. Vanaf 1983 tot 2009 was hij hoogleraar wiskundige systeemtheorie in Delft. Hij bracht regelmatig periodes aan andere universiteiten door (het academische jaar 1972/73 Stanford University, het jaar 1979/80 Harvard, de academische jaren 1992/93 en 2002/03: INRIA, Sophia Antipolis in Frankrijk; kortere perioden werden doorgebracht in Shenyang, Berkeley, Los Angeles, Fontainebleau, Merida (Venezuela)). 
Olsder was lid van de systeemgroep Nederland, DISC (Dutch Institute of Systems and Control) en IFAC (International Federation of Automatic Control) en netwerkcoördinator van het Europese research training project "Algebraic Approach to the Performance Evaluation of Discrete Event Systems", 1996/2001. Gedurende de jaren 1999-2008 was hij conrector van de Technische Universiteit Delft.
Olsder was enkele jaren consultant voor het Nationaal Lucht- en Ruimtevaartlaboratorium (Amsterdam) en het Koninklijke Shell Laboratorium Amsterdam. Hij ontving in 2010 de Isaacs Award van de International Society of Dynamic Games.

## Trivia
- Olsder schaatste drie keer de Elfstedentocht uit en is langeafstandfietser (o.a. Lhasa → Kathmandu (2007), Cuba (2009), Akaba(Jordanië) → Rome (2011), Kunming → Hanoi (2012), Marokko (2015), Armenië en Georgië (2018)).

## Publicaties (selectie)
- Geert Jan Olsder: On the time optimal bang bang control of linear multivariable systems with small initial perturbations. Proefschrift Rijksuniversiteit Groningen, 1971.
- G.J. Olsder & R.C.W. Strijbos: 'Population planning: a distributed time optimal control problem'. In: 'Proceedings of the 7th conference on Optimization Techniques Modeling and Optimization in the Service of Man, Part 1'. In: Lecture Notes in Computer Science, Springer Verlag, vol. 40, 1976, pp 721-735
- Y.C. Ho, G.J. Olsder en P. Luh: 'A Control Theoretical View on Incentives'. In: Lecture Notes on Control and Information Sciences , No. 20, Dec. 1980, pp 359-383, and in Automatica, vol. 18, 1982
- T. Başar en G. J. Olsder: Dynamic Noncooperative Game Theory. Academic Press, London/New York, 1982. 2nd rev. edition SIAM, Classics in Applied Mathematics, 1999: ISBN 0-89871-429-X
- G.J. Olsder: Wiskundige systeemtheorie. Oratie TH Delft, 10 febr. 1984
- G.J. Olsder: Mathematical systems theory. Delft, 1994. (4th ed. 2011), VSSD: ISBN 9789065622808
- G.J. Olsder: And that is how I got to where I find myself today. Uittreerede TU Delft, 14 november 2008
- F. Baccelli, G. Cohen, G.J. Olsder and J.-P. Quadrat: Synchronization and Linearity. Wiley, 1992: ISBN 0-471-93609-X
- B.F. Heidergott, G.J. Olsder en J.W. van der Woude: Max Plus at Work, Princeton University Press, 2006: ISBN 0-691-11763-2
- G.J. Olsder: 'Bicycle routing for maximum suntan'. In: SIAM Review, vol. 45-2, 2003
- G.J. Olsder: 'Differential game-theoretic thoughts on option pricing and transaction costs'. In: International Game Theory Review, vol. 2, 2000
- G.J. Olsder en J.V. Breakwell: 'Role determination in an aerial dogfight'. In: International Journal of Game Theory, vol. 3, 1974
- G.J. Olsder: 'Eigenvalues of dynamic min-max systems'. In: Journal of Discrete Event Dynamic Systems, vol. 1, 1991
- G.J. Olsder en G.P. Papavassilopoulos: 'About when to use the searchlight'. In: Journal of mathematical analysis and applications, vol. 136, 1988
- G.J. Olsder en J.D. Powell: 'Minimum thrust levels for drag-free satellites'. In: Automatica, vol. 11, 1975
- A. Bagchi en G.J. Olsder: 'Linear-quadratic stochastic pursuit-evasion games'. In: Journal of Applied Mathematics and Optimization, vol. 7, 1981
- G.J. Olsder: "Mijn rondzwervingen door een toegepast wiskundig heuvellandschap", Delft Academic Press/VSSD, 2017: ISBN 97890-6562-4178